# DICE – A mentőcsapat
A DICE – A mentőcsapat (japánul: ディノブレイカー, angolul: D.I.C.E.) japán sci-fi rajzfilm sorozat, amit a Bandai Entertainment, a Xebec és a Studio Galapagos készített. Magyarországon az A+ televízióadó sugározta magyar szinkronnal.
A D.I.C.E., vagyis a DNS Integrált Kibernetikus Vállalat (angolul: DNA Integrated Cybernetic Enterprises) a Sarbylion galaxist járja, hogy ha szükség van rájuk, akkor segíthessenek. A D.I.C.E. emberei robotpáncélt viselnek és robotmotort használnak, amik veszély esetén dinóalakot vesznek fel. Ezek mechanikus életformák, akik a D.I.C.E.-tagok legjobb barátai.